# Monommata diaphora
Monommata diaphora är en hjuldjursart som beskrevs av Myers 1930. Monommata diaphora ingår i släktet Monommata och familjen Notommatidae. Inga underarter finns listade i Catalogue of Life.